# Sail Away (The Rasmus)
Sail Away è un singolo del gruppo musicale finlandese The Rasmus, pubblicato il 28 ottobre 2005 come secondo estratto dal sesto album in studio Hide from the Sun.

## Il brano
Sail Away è una canzone lenta e melodica, con il violino in primo piano. Gli archi sono stati realizzati da Jesper Nordenstrom ed interpretate da Jakob Ruthberg, Anna S. Wallgren, Roland Kress e Christian Bergqvist.

## Video musicale
Il videoclip è stato girato su una spiaggia vicino a Riga, in Lettonia, tra il 19 e 20 settembre 2005. È stato diretto dai berlinesi Mathias Vielsäcker e Christoph Mangler.

## Tracce
CD promozionale (Europa)
1. Sail Away – 3:49

CD singolo (Finlandia, Germania)
1. Sail Away – 3:49
2. Sail Away (Benztown Mix Down) – 5:34

CD maxi-singolo (Finlandia, Germania)
1. Sail Away – 3:49
2. Sail Away (Acoustic Live) – 3:59
3. Sail Away (Benztown Chill Out Mix) – 7:29
4. Lucifer's Angel – 3:59
5. Sail Away (Video) – 3:50

## Formazione
Gruppo
- Lauri Ylönen – voce
- Pauli Rantasalmi – chitarra
- Eero Heinonen – basso
- Aki Hakala – batteria

Produzione
- Mikael Nord Andersson – produzione, registrazione
- Martin Hansen – produzione, registrazione, missaggio
- Leif Allansson – missaggio
- Claes Persson – mastering

## Classifiche
| Classifica (2005) | Posizione massima |
| ----------------- | ----------------- |
| Austria           | 53                |
| Belgio (Fiandre)  | 68                |
| Finlandia         | 2                 |
| Germania          | 34                |
| Italia            | 46                |
| Paesi Bassi       | 74                |
| Regno Unito       | 94                |
| Svezia            | 58                |
| Svizzera          | 51                |